# Сучава (река)
Река Сучава − (укр. Сучава (річка),рум. Râul Suceava) је река Украјини већином лоцирана у североисточном делу Румуније у истоименом округу. Извор Сучаве је у планинама Луцина (Lucina Massif) у Буковини, близу границе са Украјином. Сучава је дугачка 173 km, после чега се улива у реку Сирет 21 km југоисточно од града Сучаве, у близини града Литени (Liteni).
Река извире у Источним Карпатима из pланине Обчина Местеканиш у Буковини у региону Пуриљскиј. Настаје ушћем потока Кобилар у Извор на источном ободу села Шепита на југу Путилског округа. Сучава тече у границама Буковинских Карпата и Предкарпатја прво на североисток, а затим на исток. Средњи и доњи ток су на Сучавској висоравни (овде река тече на југоисток). Горња Сучава (заједно са Кобиларом) чини границу између Украјине и Румуније у дужини од 32 км (само на неколико места река тече у потпуности кроз територију Украјине). Остатак слива Сучаве (са источне периферије села Руска) је у Румунији (делимично на украјинској етничкој територији).
Укупна дужина Сучаве од њеног извора до ушћа у Сирет је 173 km (107 mi).: 16  Површина њеног слива је 2.625 km2 (1.014 sq mi), од чега 2.298 km2 (887 sq mi) у Румунији. Карактеристичне су пролећне поплаве, летње кишне поплаве, јесења и зимска осека. Познат је и водопад „Сучавски Хук”.
На реци се, од већих градова, налази град Сучава.

## Притоке
Значајније притоке: Шчеа (рум. Şcheia); Тиргулуи (рум. Ţîrgului); Митоку (рум. Mitocu); Богдана (рум. Bogdana); Драгомирна (рум. Dragomirna); Мори (рум. pârâul Morii).
Следеће реке су притоке реке Сучаве (од извора до ушћа):
Лева страна: Алунис, Извор, Кобилиоара, Гарбаневски, Мелеш, Рапочев, Руска, Улма, Садау, Фалкау, Караула, Шикова, Билца Маре, Петримиаса, Тарнауца, Цлимаут, Руда, Хораит, Патрцаутаута, Патрцаутаута, Патрцаутаута, Патрцаутаута, Драгон, Плопени, Салчеа
Десна страна: Погонишвар, Нисипиту, Бродина, Параул Аскунс, Валеа Оксулуј, Путна, Вицов, Ремезеу, Воитинел, Позен, Сучевића, Солца, Солонеш, Илишести, Шћеја, Раул Таргулуи, Радезова